# Cathédrale de Porto
La cathédrale de Porto est une église forteresse du XIIe siècle sise dans le centre historique de la vieille ville de Porto. De style roman, elle est remaniée aux XVIIe et XVIIIe siècles, mais n’en est pas moins un des monuments les plus anciens de la ville. Elle est affectée au culte catholique et voisine du palais épiscopal. 

## Historique
La construction de la cathédrale commence vers 1110. Porto est cependant siège épiscopal depuis au moins le VIe siècle. Ce premier édifice, de style roman, a été plusieurs fois modifié. Il n’en garde pas moins un caractère romain. 

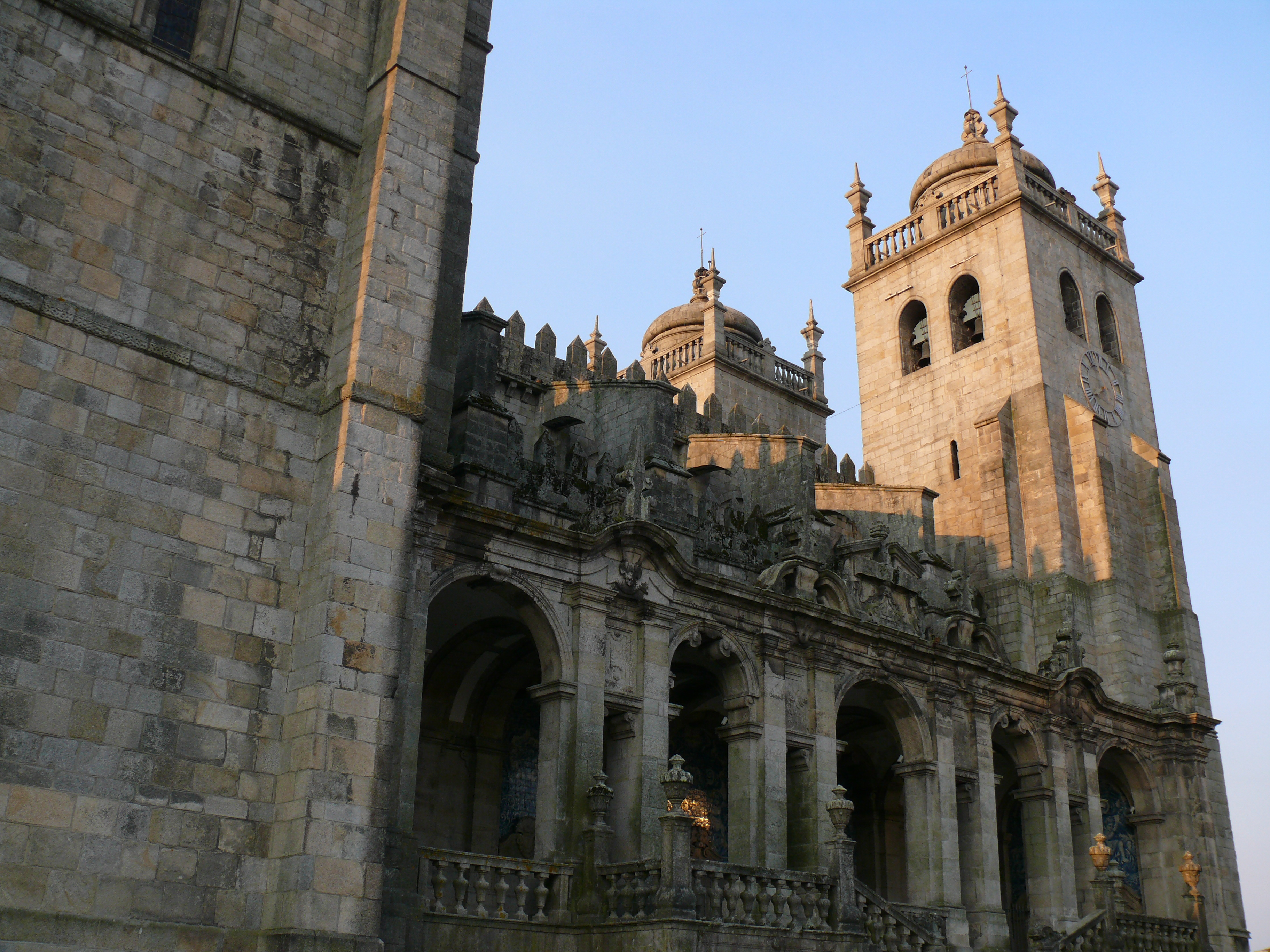
Loggia baroque sur le flanc gauche

Vers 1333 la chapelle funéraire de Jean Gordo fut ajoutée. Le sarcophage surmonté de son gisant est décoré des bustes des apôtres à droite et gauche du Christ (Cène). Jean Gordo est un chevalier hospitalier qui fut au service du roi Denis I. Le cloitre attenant à la cathédrale date de la même époque gothique (XIVe siècle). Il était sans doute achevé lorsque fut célébré dans la cathédrale le mariage de Jean I avec la princesse Philippa de Lancastre (1387).
L’aspect extérieur de la cathédrale est modifié durant l’époque baroque. En 1732, l’artiste et architecte italien Niccoló Nasoni ajoute une large loggia baroque sur le flanc gauche de la cathédrale. En 1772, un nouveau portail baroque remplace l’ancien, et les coupoles des tours sont modifiées.

## Description

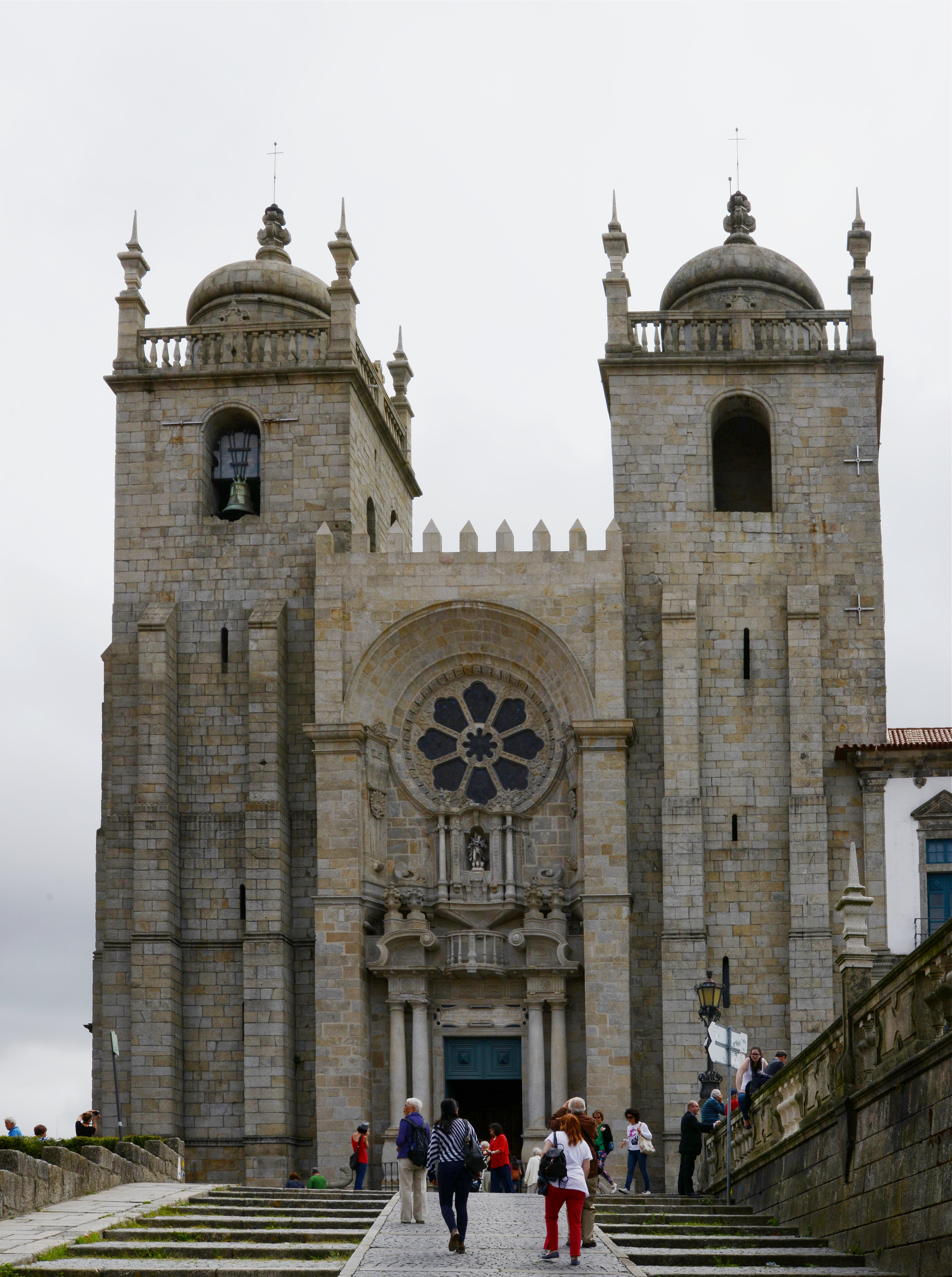
Façade principale.

### Extérieur
La façade principale toute en hauteur est flanquée de deux tours carrées casquées chacune d’une légère coupole. Le portail, de style baroque (1772), est surmonté d’une rosace romane du XIIIe siècle. Les créneaux qui bordent l’extrémité supérieure de la façade ajoutent à l’aspect de forteresse. L’ensemble est plutôt hétérogène, alliant styles roman, gothique et baroque.

Le flanc gauche est occupé par une loggia baroque depuis le XVIIIe siècle.

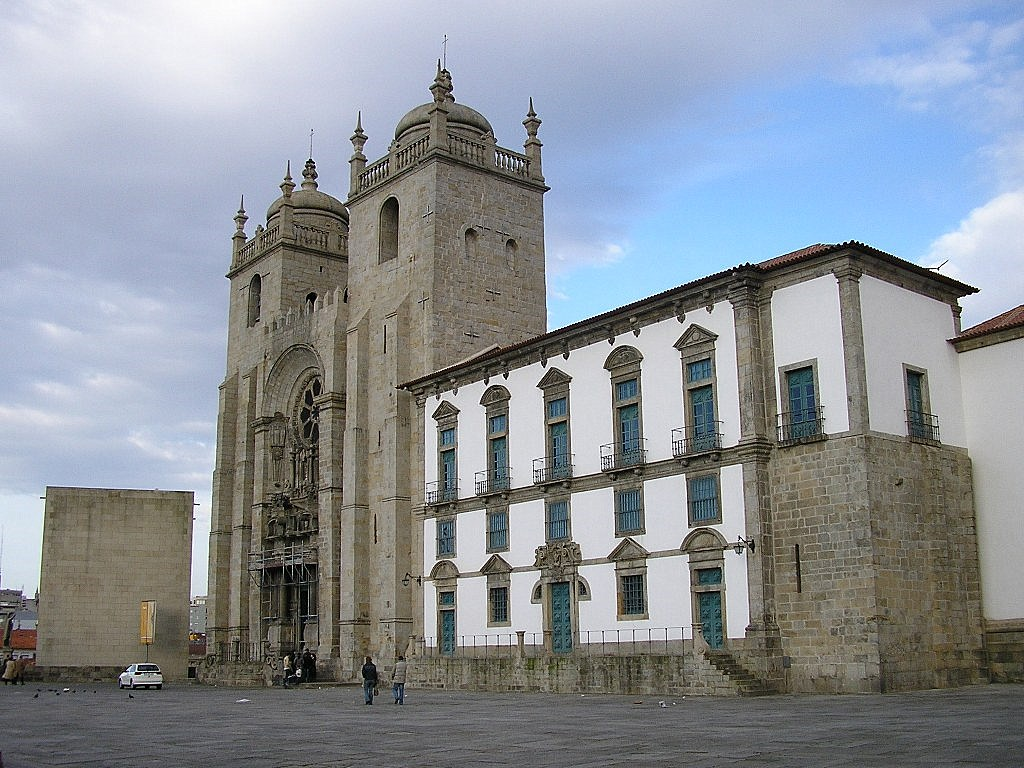
"Terreiro da Sé"
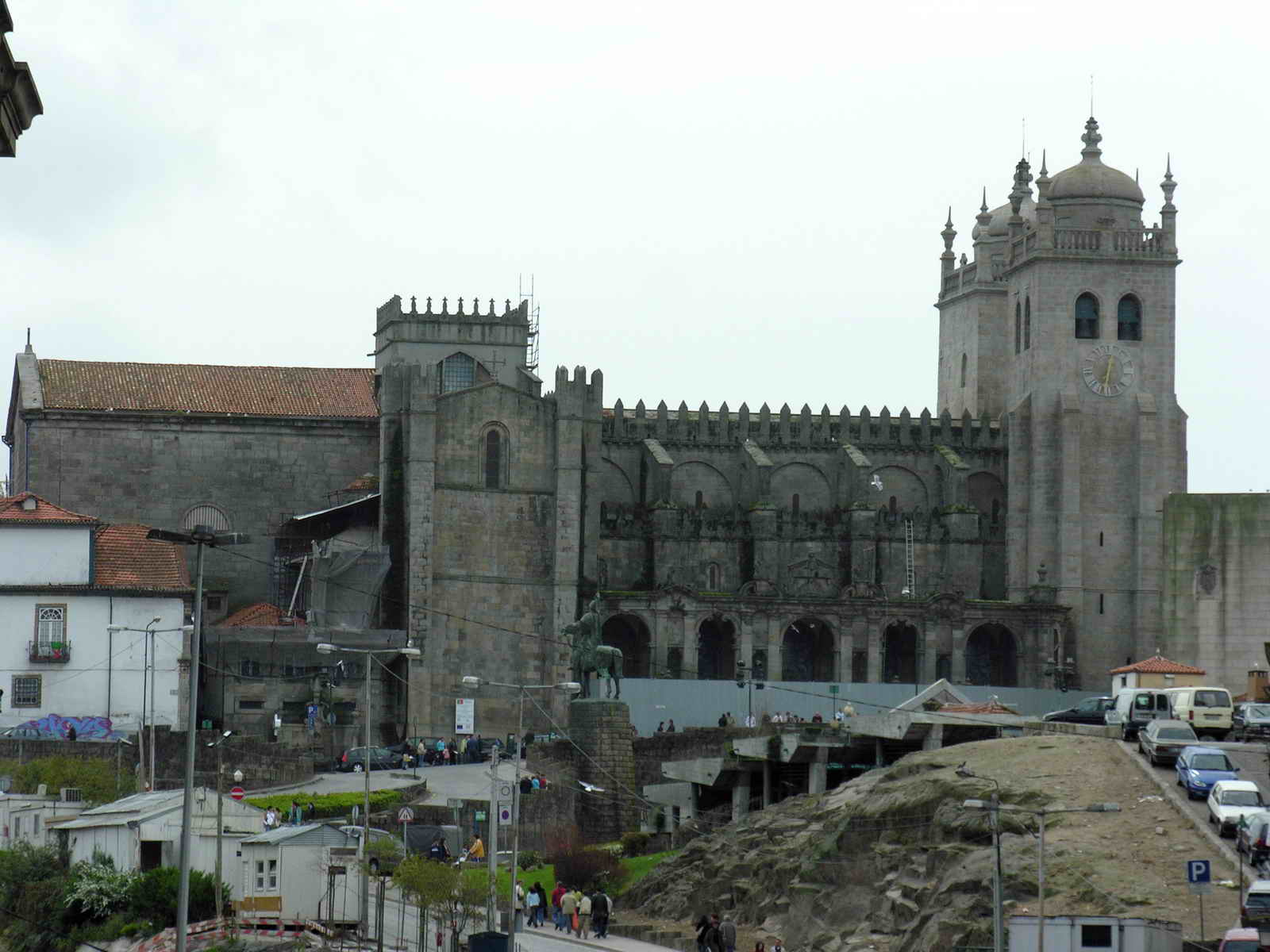
Vue latérale
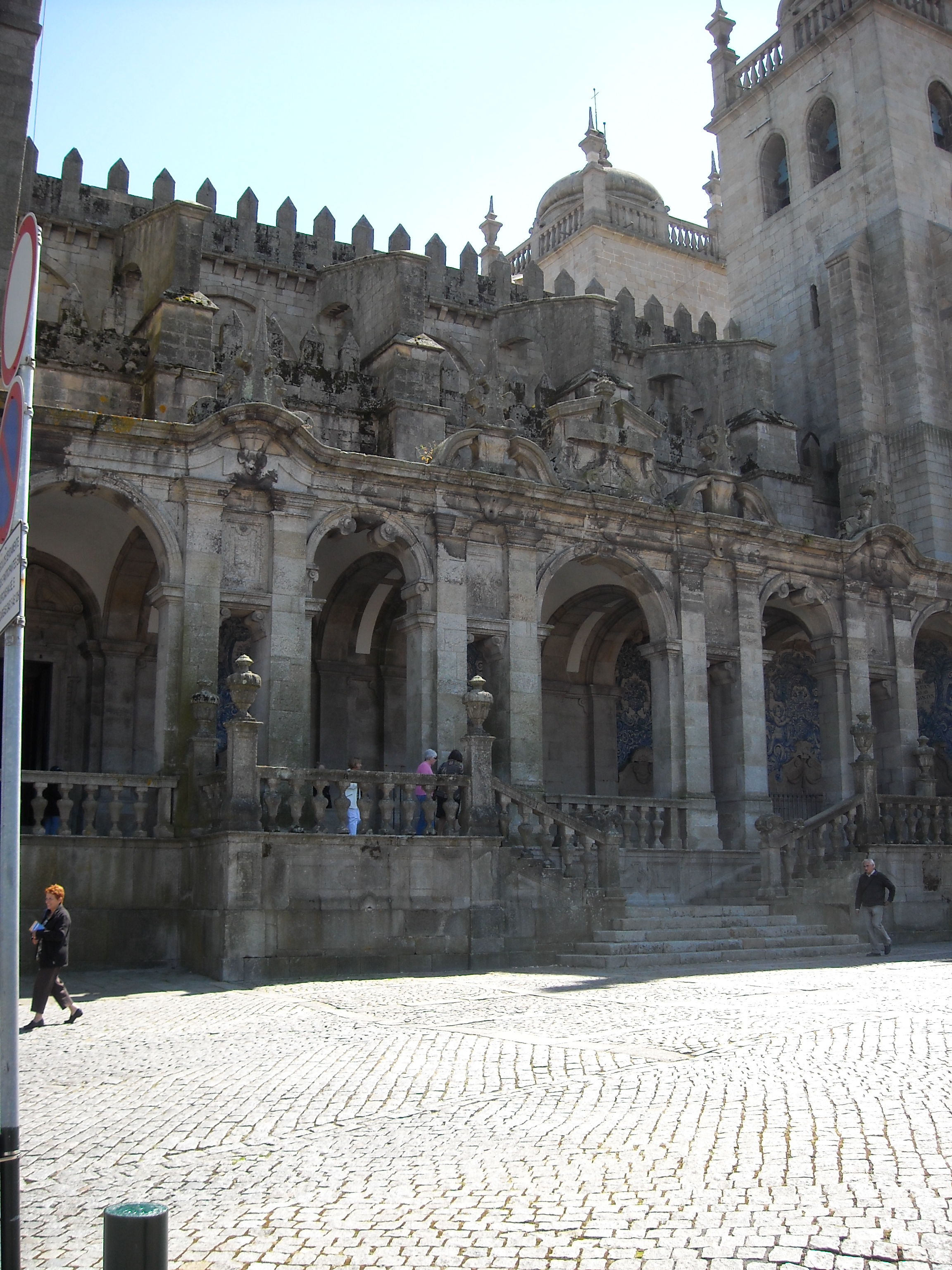
Loggia baroque
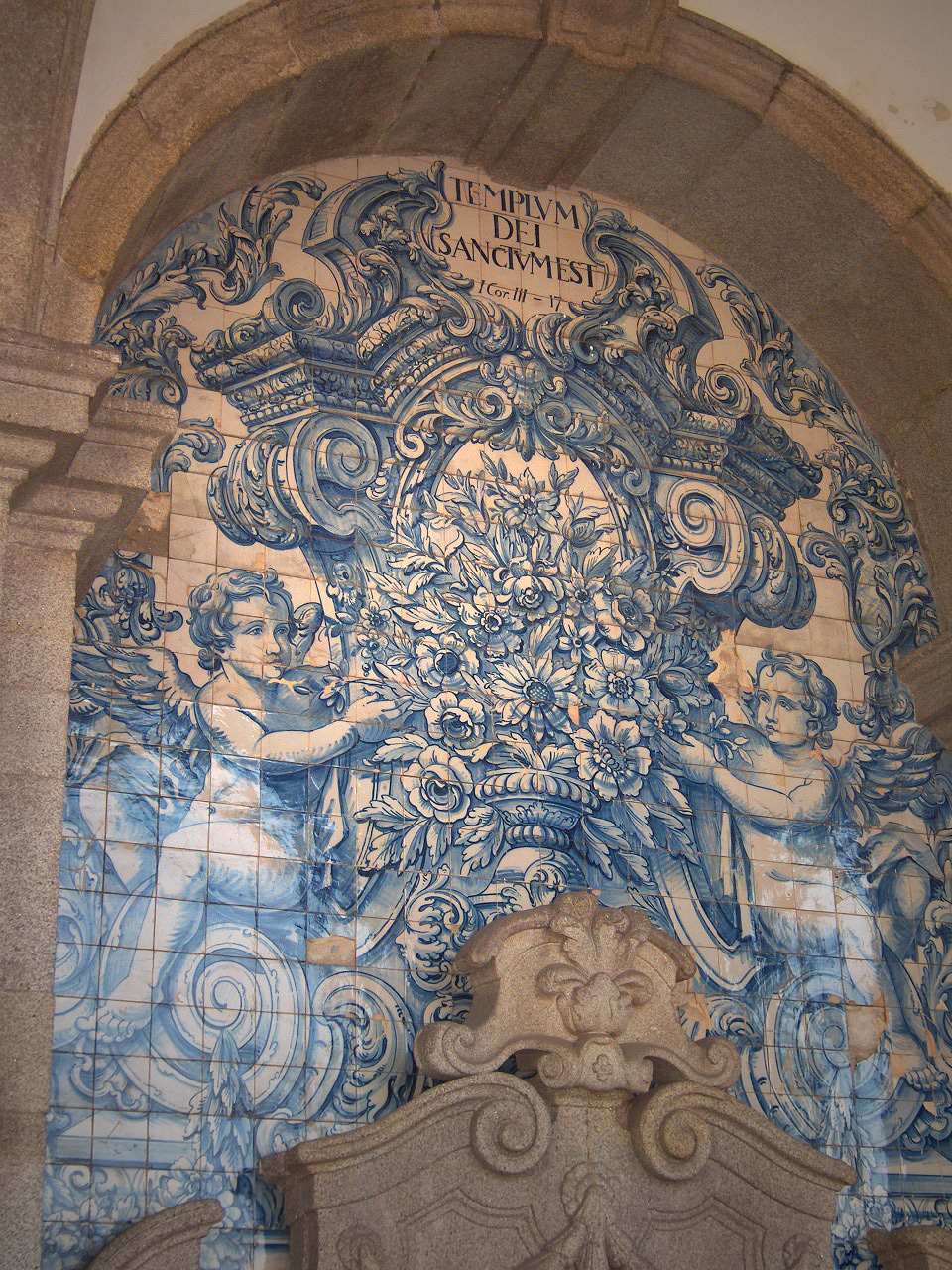
Azulejos dans la loggia latérale

### Intérieur

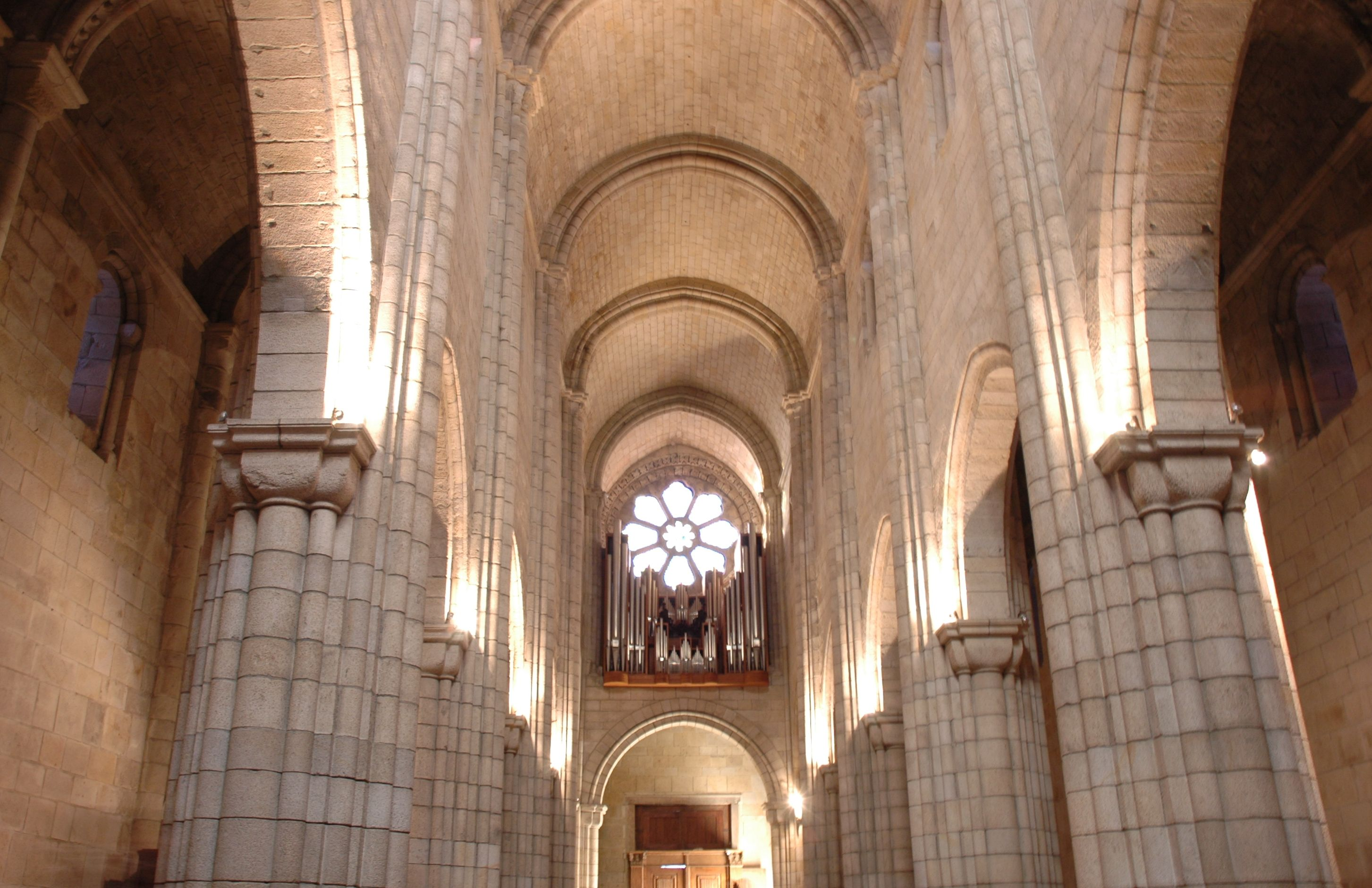
L'intérieur de la nef avec la rosace romane.

La nef est étroite et voûtée en berceau. Les deux bas-côtés ont une voûte plus basse. Elle est soutenue par des arcs-boutants qui sont parmi les premiers édifiés au Portugal. Plusieurs chapelles existent. 
L’intérieur a également pris une allure baroque au fil des modifications de l'édifice. La chapelle donnant dans le transept gauche contient un autel dont le retable est d’argent ciselé datant du XVIIe siècle. Toujours au XVIIe siècle, l’abside et son déambulatoire de style roman furent remplacés par un autre au goût du jour qui fut orné de peintures. 

### Le cloître gothique

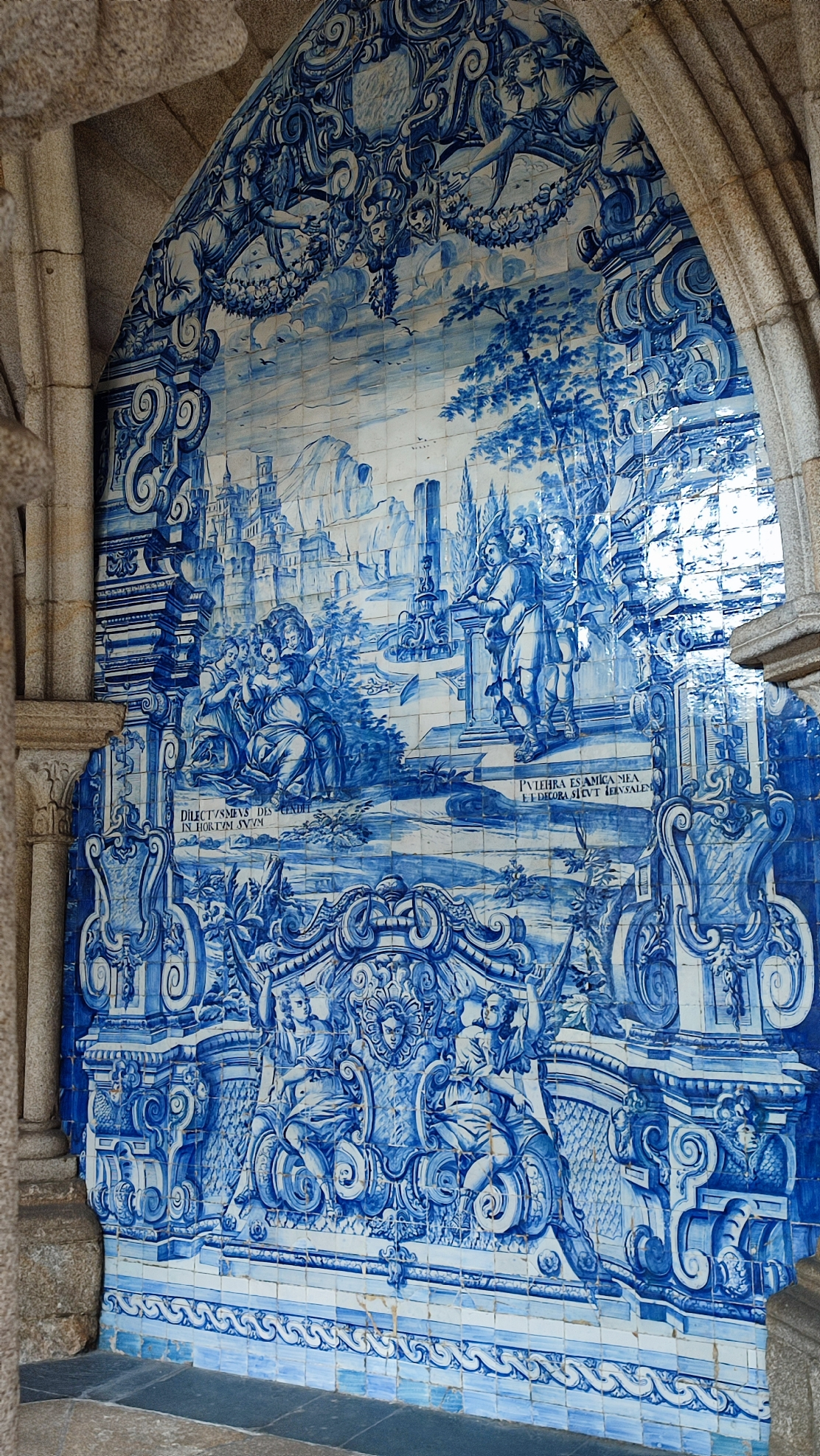
Cantique des Cantiques 6, 2-4

Le transept sud donne accès au cloître gothique (fin du XIVe siècle) décoré d’azulejos de Valentin de Almeida (début du XVIIIe siècle) : ils racontent des scènes du Cantique des Cantiques ; deux exemples 

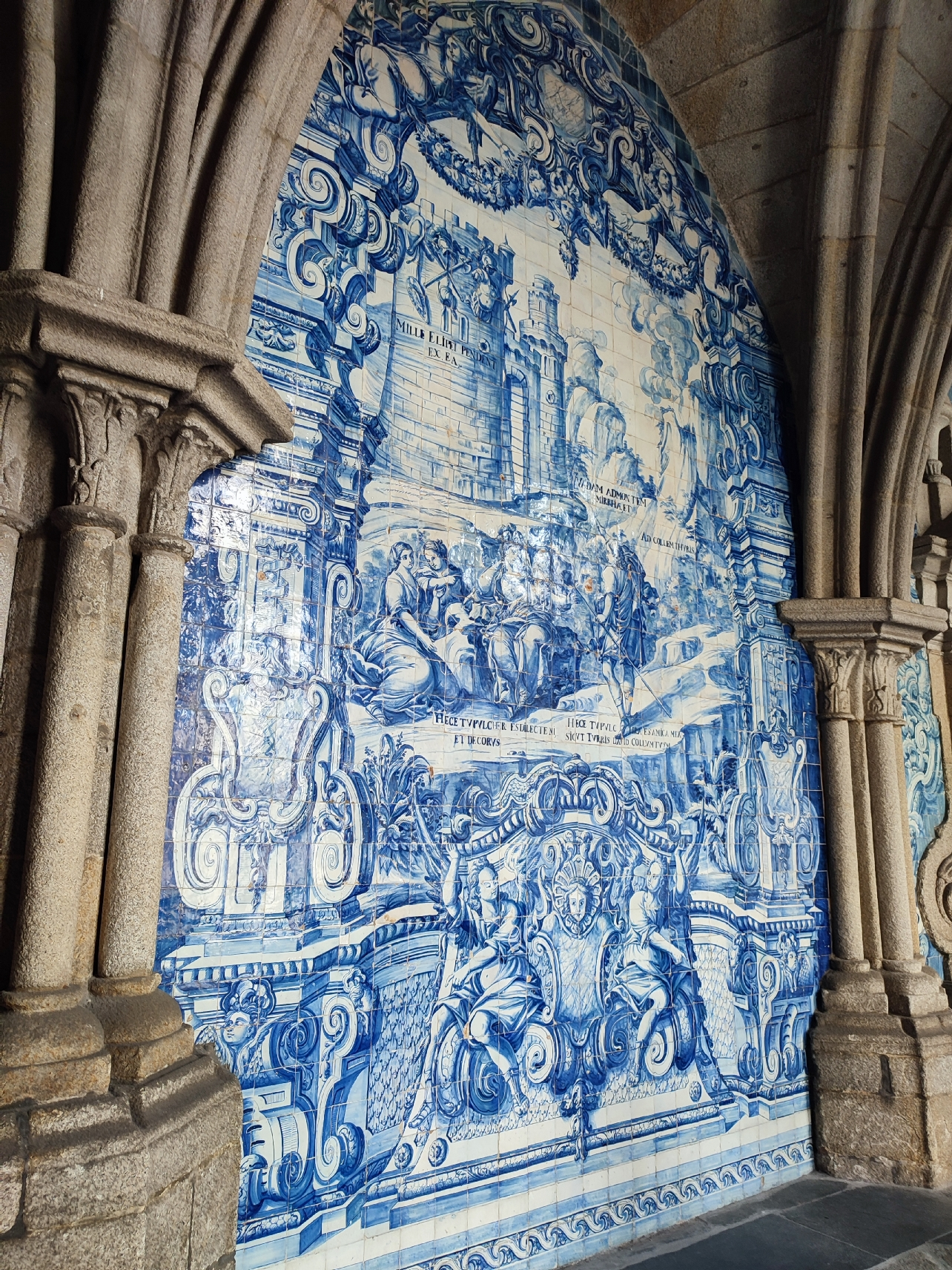
Cantique des Cantiques 4, 4-6

.

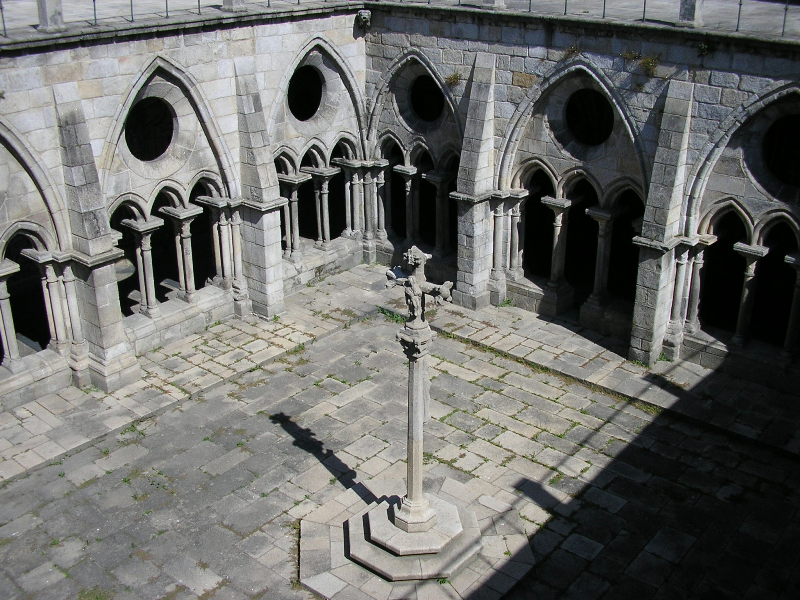
Le cloître gothique
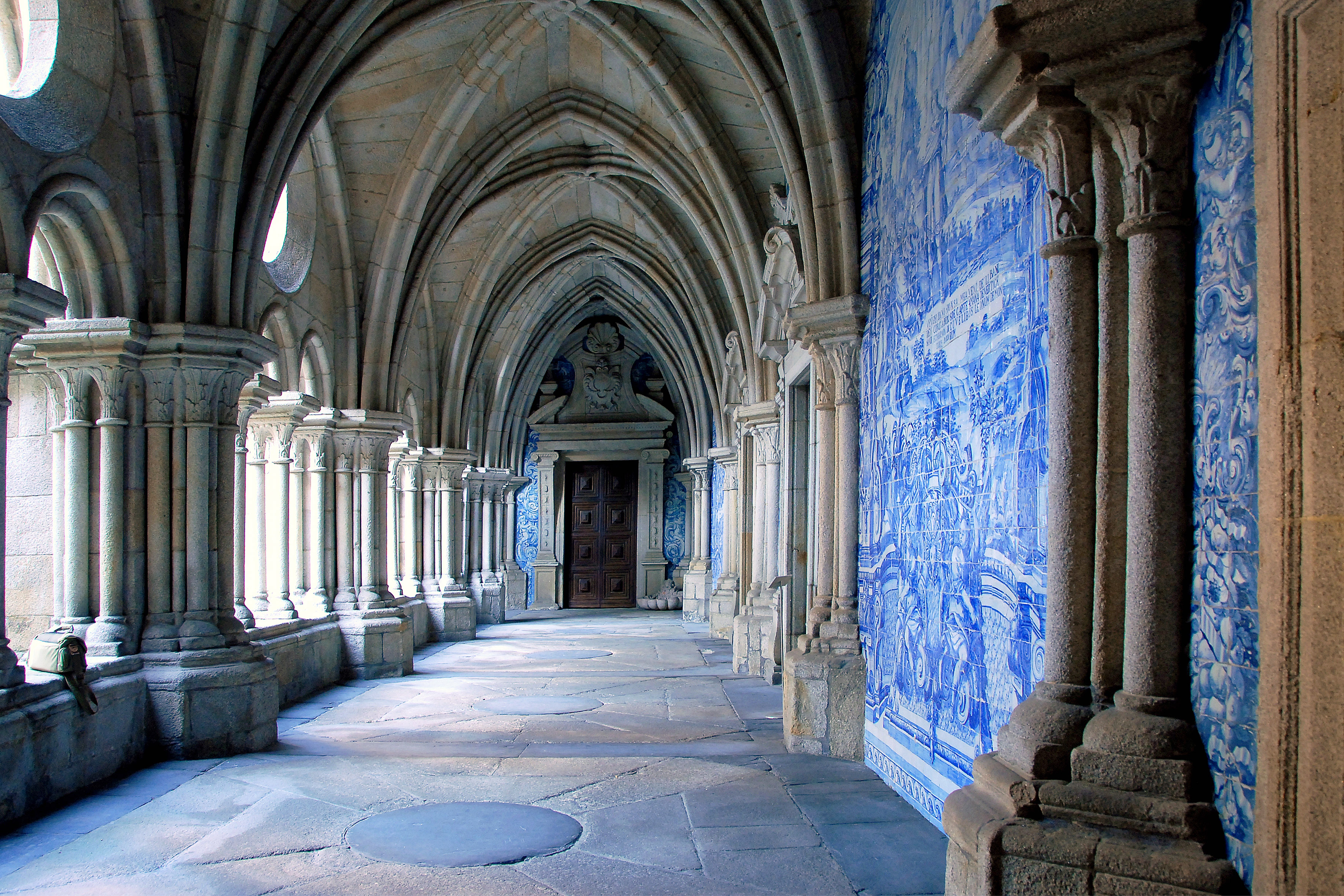
Le cloître décoré d'azulejos

## Patrimoine

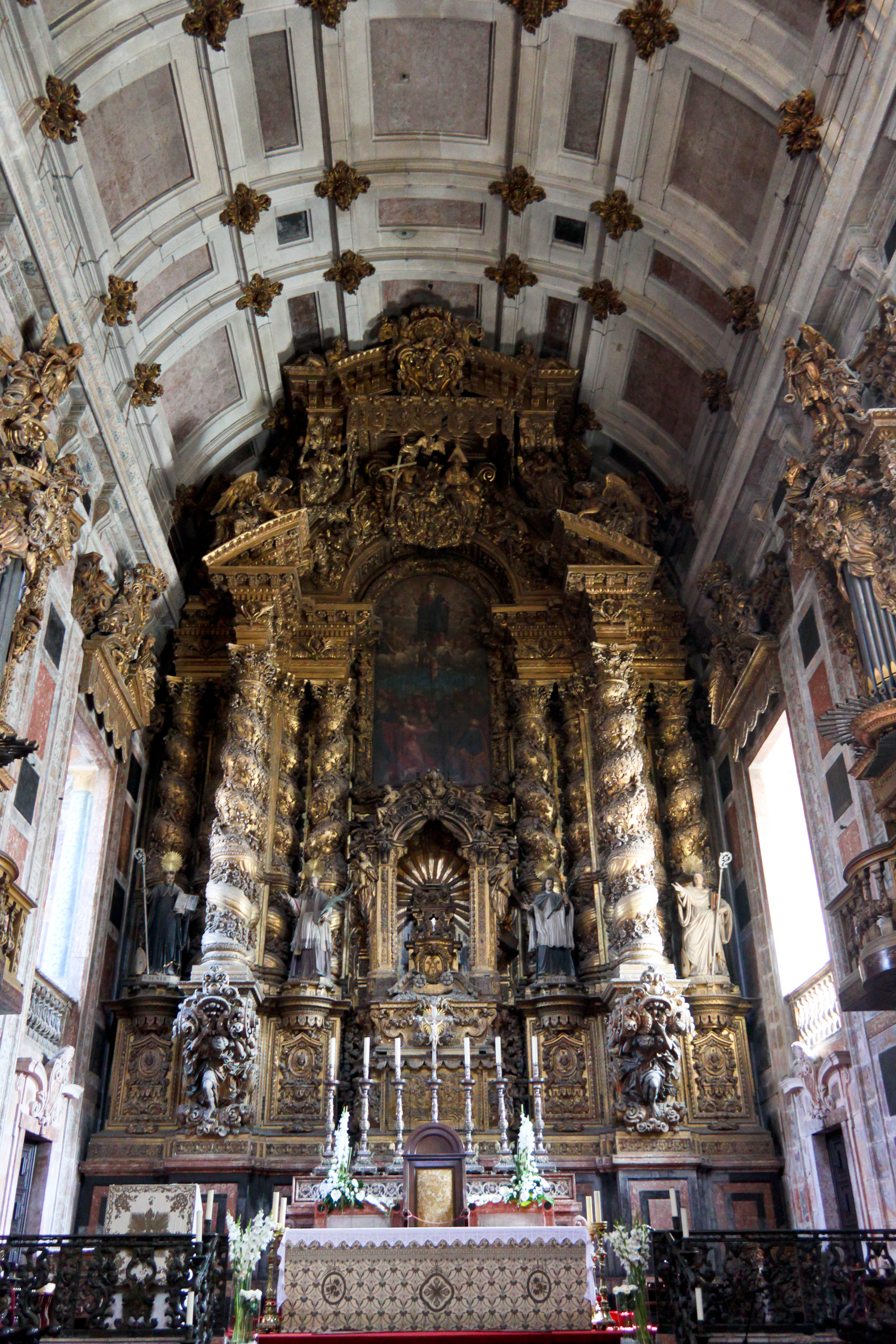
Le maître-autel

- Le maître-autel créé par Santos Pacheco et exécuté par Miguel Francisco da Silva entre 1727 et 1729, est une œuvre d’art représentative du baroque portugais.
- Dans la nef, trois grands bénitiers de marbre rouge, chacun soutenu par une statuette, sont du XVIIe siècle.
- Le baptistère est orné d’un bas relief en bronze de Antonio Texeira Lopes, décrivant le baptême du Christ par Jean-Baptiste.